# レディ・マーマレイド (曲)
「レディ・マーマレイド」(Lady Marmalade)は、ラベルの楽曲。

## ムーラン・ルージュのバージョン
クリスティーナ・アギレラ、リル・キム、マイアとP!NKによるバージョンは、2001年に公開されたバズ・ラーマン監督の映画『ムーラン・ルージュ』のサウンドトラックのために制作され、サウンドトラックからの1枚目のシングルとして発売された。
プロデュースはロックワイルダーとミッシー・エリオットが手がけた。リル・キムによるラップが加えられているほか、オリジナル・バージョンではニューオリンズと歌われている箇所がムーラン・ルージュに変更されている。

### 収録曲
1. レディ・マーマレイド (エディット)
2. レディ・マーマレイド (サンダーパス・ラジオ・ミックス)
3. レディ・マーマレイド (サンダーパス・クラブ・ミックス)
4. レディ・マーマレイド (サンダーパス・ミックスショウ・ミックス)

## その他のカバー
- オール・セインツ（1998年）